# Tema Tracesiano
O Tema Tracesiano (em grego: Θρᾳκήσιον θέμα; romaniz.: thema Thrakesion), também conhecido como Tema dos tracesianos, foi um tema (província civil-militar) bizantino na região ocidental da Ásia Menor criado no século VII ou no início do VIII. Era um dos maiores e mais importantes entre os temas do império e foi a província gestada por alguns dos generais mais importantes da história imperial como Miguel Lacanodraco, Vardanes,  o Turco e Petronas, o Patrício. Foi conquistado no século XI pelos turcos seljúcidas, porém foi reconquistado durante a Primeira Cruzada. Refundado por João II Comneno (r. 1118–1143) sob comando dum duque e com capital em Filadélfia, continuou a existir até 1330 quando, territorialmente muito reduzido, foi conquistado pelo Beilhique de Aidim.

## História
Assim como os outros temas, a data exata de sua fundação é incerta. Os tracesianos aparecem inequivocamente pela primeira vez em 711, quando um "turmarca dos tracesianos" chamado Cristóvão foi enviado contra o Tema do Quersoneso pelo imperador bizantino Justiniano II, enquanto que um estratego só aparece em 741. Assim, assume-se tradicionalmente que os tracesianos foram inicialmente uma turma do Tema Anatólico e que eles foram elevados a tema somente após 695; provavelmente nos primeiros anos do século VIII, mas a forma como as fontes estão escritas não deixam claro se já era este o caso em 711. Alguns acadêmicos modernos, como Ralph-Johannes Lilie e John Haldon, porém, argumentaram que o exército tracesiano deve ser identificado com o "exército trácio" (thracianus exercitus), mencionado num decreto de 687, e que, consequentemente, o Tema Tracesiano seria um dos temas originais fundados na Ásia Menor.
O nome do tema deriva do fato de que os temas originais terem sido formados no meio do século VII como áreas de acampamento dos antigos exércitos de campo do Império Romano do Oriente, logo após as conquistas muçulmanas: no caso dos tracesianos, o exército do mestre dos soldados da Trácia (magister militum per Thracias). Esta teoria é apoiada adicionalmente pelo fato de que as unidades que se sabe que pertenceram a este exército nos séculos V e VI - uma vexilação palatina dos equestres teodosíacos juniores (vexillatio palatina Equites Theodosiaci Iuniores) e o auxílio palatino dos víctores (auxilium palatinum dos Victores) - aparecem novamente como as turmas tracesianas dos Teodosíacos (Theodosiakoi) e Víctores (Viktores) no século X. Este fato dá aos tracesianos a honra de terem mantido algumas das mais antigas unidades conhecidas do exército bizantino. Esta origem está refletida na história mítica narrada pelo imperador bizantino Constantino VII Porfirogênito (r. 913–959) em seu Sobre os Temas, segundo o qual a região fora batizada em homenagem a alguns trácios que se firmaram ali no início do século VI a.C. por Alíates da Lídia.

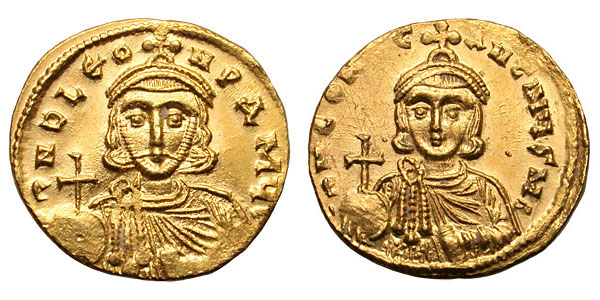
Soldo de r. e r.

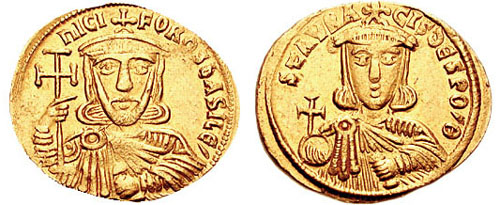
Soldo de ouro de r. e do seu filho Estaurácio r.

O primeiro estratego conhecido dos tracesianos, um tal Sisínio, apoiou Constantino V Coprônimo (r. 740–775) contra o usurpador Artavasdo (r. 741–742), mas foi, por sua vez, cegado pelo imperador quando suspeito duma conspiração. Constantino tomou o cuidado de nomear uma sequência de governadores fiéis a ele e às suas polícias; o mais proeminente entre eles foi o fervoroso iconoclasta Miguel Lacanodraco. Lacanodraco lançou uma perseguição tão feroz aos iconófilos, especialmente os monges, que, em 772, nas palavras do historiador Warren Treadgold, parece ter conseguido "erradicar o monasticismo de seu tema". Outros governadores notáveis incluem Vardanes, o Turco, que foi estratego na década de 790 e se rebelou contra Nicéforo I, o Logóteta (r. 803–811) em 803; Constantino Contomita, que derrotou os sarracenos cretenses no monte Latros em 841 e que passou para a família imperial por casamento; Petronas, o Patrício, o tio de Miguel III, o Ébrio (r. 842–867) e o principal general do império, em 856-863; e Simbácio, que, juntamente com o governador do Tema Opsiciano Jorge Pegánes, tentou se opor ao crescente poder de Basílio I, o Macedônio, o favorito de Miguel III que eventualmente lhe roubaria o trono.
No século X, conforme a ameaça dos raides árabes diminuía, os soldados tracesianos parecem ter sido utilizados mais e mais em expedições além-mar, como as que foram enviadas contra o Emirado de Creta em 911, 949 e 960. Por conta disso, o tema foi gradualmente se tornando uma província periférica pacífica; em 1029, a nomeação dum dos generais mais habilidosos do Império, Constantino Diógenes, que se suspeitava ter ambições ao trono, para a posição de estratego foi vista como uma despromoção e uma forma de reduzir o seu poder, cuja base anterior era Tessalônica.

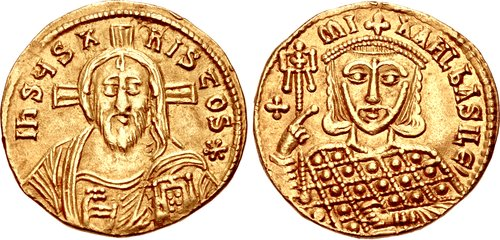
Soldo de r.

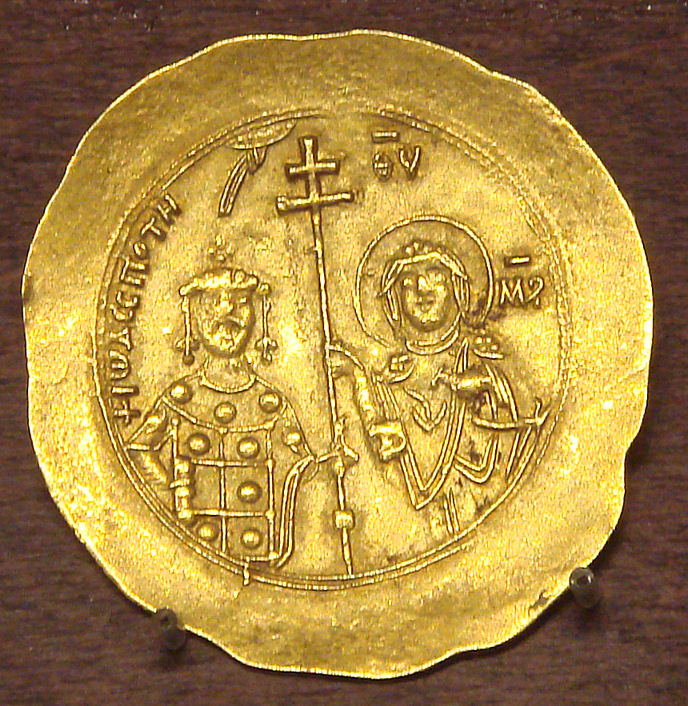
Histameno escifato de r.

A maior parte do tema foi brevemente conquistada pelos turcos seljúcidas no final do século XI, mas a grande parte foi recuperada por João Ducas com a ajuda da Primeira Cruzada (1096-1099). João II Comneno (r. 1118–1143) o refundou, com tamanho reduzido e sob o controle de um duque com capital em Filadélfia. A região meridional do antigo tema se tornou parte do novo Tema de Milasa e Melanúdio. O Tema Tracesiano foi um dos últimos territórios bizantinos na Ásia Menor a cair frente aos beilhiques da Anatólia e foi um importante bastião contra seus raides. No início do século XIV, porém, ele se restringia à área à volta de Esmirna até que a cidade finalmente caiu frente ao Beilhique de Aidim em 1330.

## Geografia e administração
O Tema Tracesiano compreendia as antigas regiões da Jônia (incorporada na antiga província romana da Ásia), Lídia, a parte setentrional da Cária e parte da Frígia Pacaciana. Era limitado a oeste pelo mar Egeu, com sua costa se estendendo de Éfeso até Adramício, pelo Tema Opsiciano ao norte, com a fronteira provavelmente ao longo do rio Caico, o Tema Anatólico a leste (algum ponto a leste de Colossas e Laodiceia no Lico) e o Tema Cibirreota ao sul. A região continha umas vinte cidades, embora a maior parte delas estivesse já muito reduzidas em relação ao passado clássico. Esmirna e Éfeso (chamada de "Teólogo" na época) eram provavelmente as maiores. O geógrafo persa ibne Cordadebe (fl. c. 847) menciona Éfeso como a capital, mas isso não é certo, pois Colossas também é possível.
O estratego que governava o tema estava entre os mais importantes entre os estrategos e recebia um salário anual de vinte quilos de ouro. O geógrafo árabe Cudama ibne Jafar (fl. c. 930) afirma que ele comandava 6 000 soldados, enquanto que ibne Alfaci (fl. ca. 903) afirma que eram 10 000 Em 949, seus oficiais mais seniores eram, em ordem de importância, o turmarca dos Teodosíacos (Theodosiakoi), o turmarca dos Víctores (Viktores), o turmarca da costa marítima (tēs paraliou) e um meriarca. A costa também estava sob a jurisdição matricial do estratego do Tema de Samos, de onde vinham as tripulações e as embarcações.